# Ronnenberg (Wüstung)

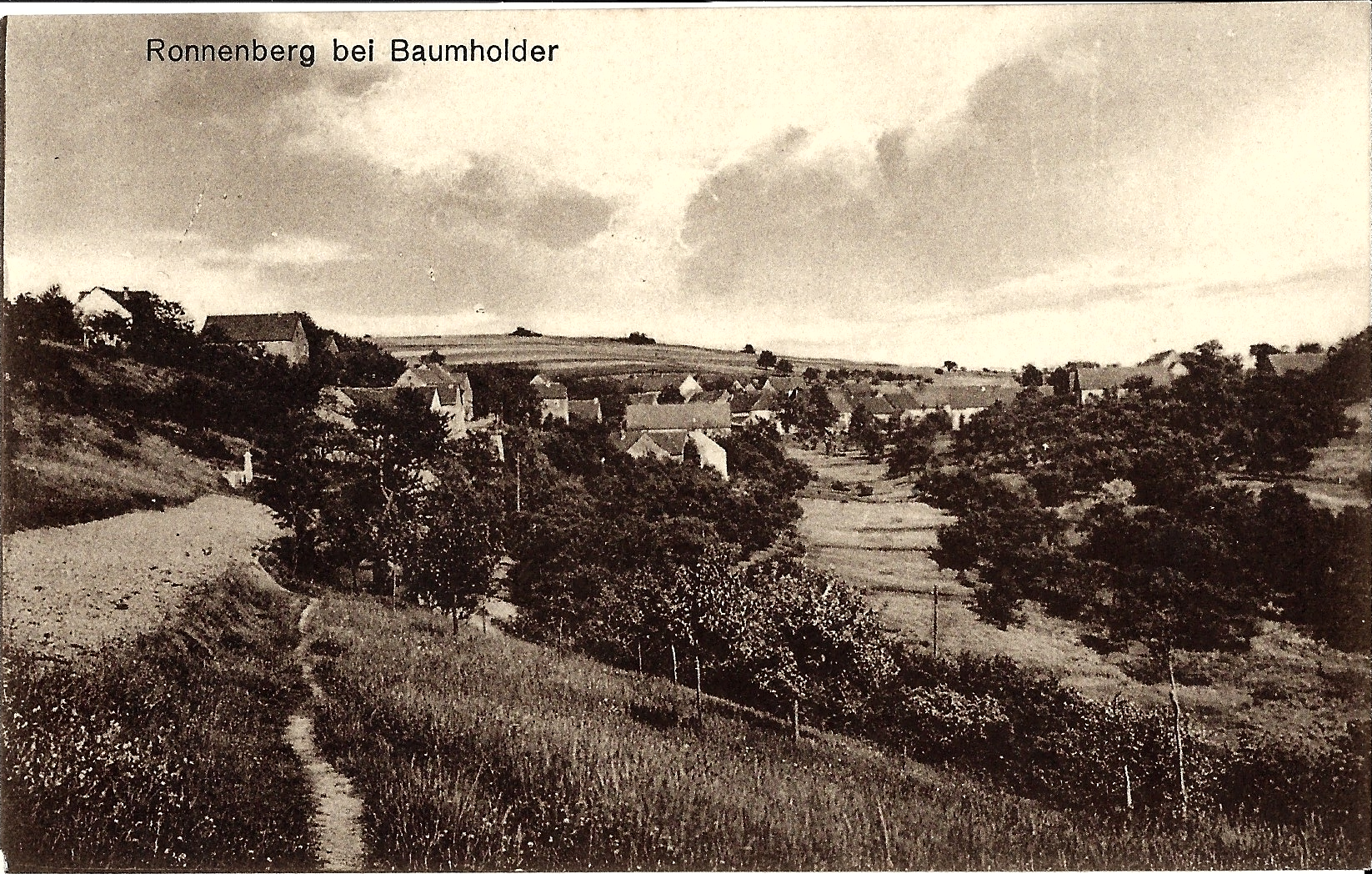
Postkarte der ehemaligen Gemeinde Ronnenberg/Pfalz.

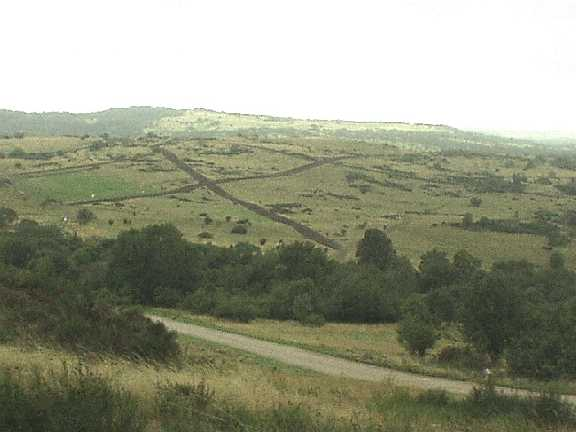
Truppenübungsplatz Baumholder

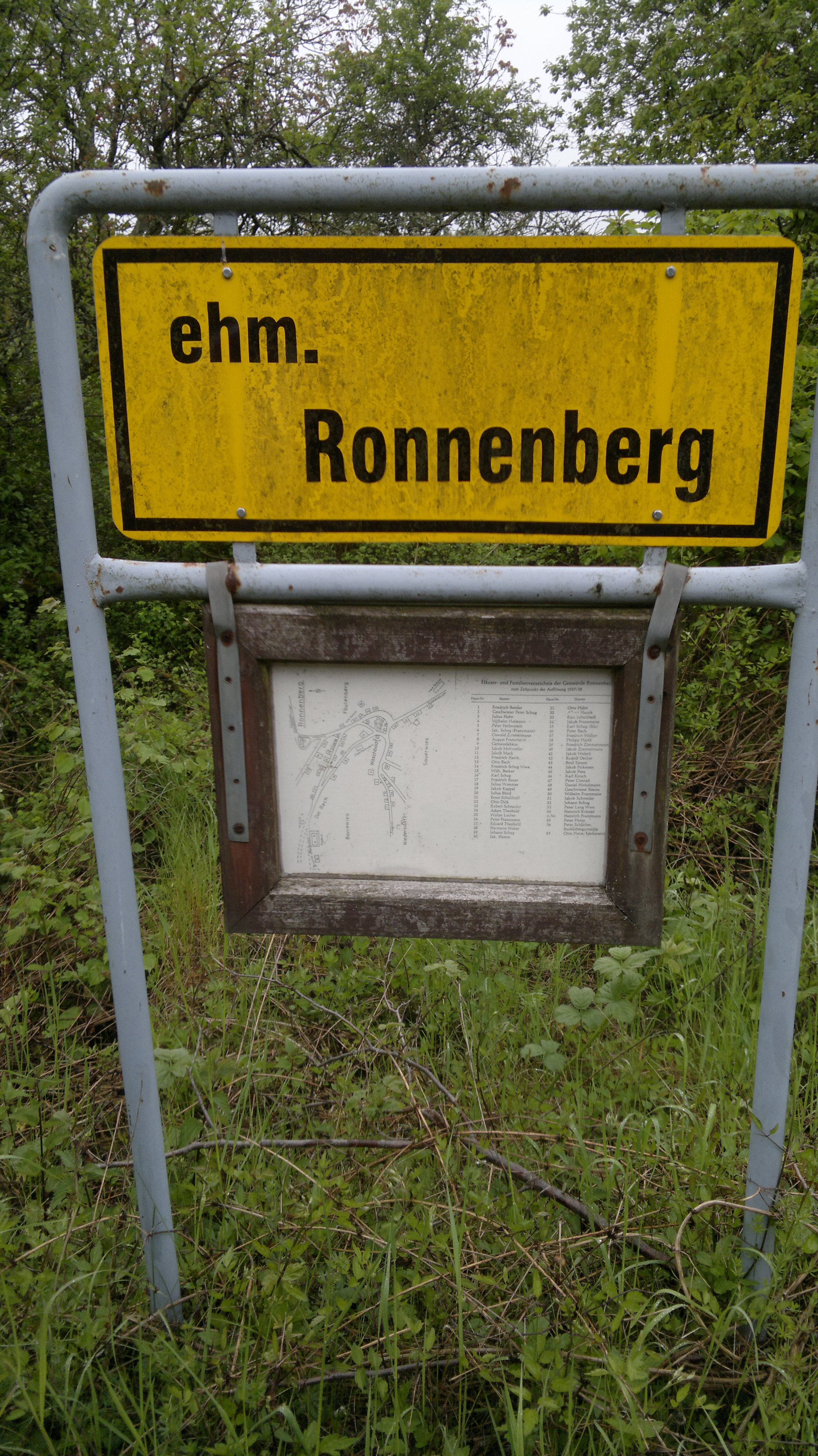
Erinnerungstafel auf dem Truppenübungsplatz Baumholder

Ronnenberg war ein Ort nordöstlich von Baumholder im Landkreis Birkenfeld (Rheinland-Pfalz). 
Der erste Nachweis für den Ort datiert von 1388. Im Jahre 1933 wohnten 331 Menschen in Ronnenberg; in den folgenden Jahren wurde die Gemeinde im Zuge der Errichtung des Truppenübungsplatzes Baumholder aufgegeben. Die Gemarkung gehört seit 1994 zur Stadt Baumholder.
Ronnenberg gehörte zur evangelischen Kirchengemeinde Baumholder.